# M14 (vuurwapen)
De M14 is een Amerikaans geweer dat is ingericht voor 7,62×51mm NAVO munitie. Het wapen is gebaseerd op de M1 Garand maar met een functie om volautomatisch te schieten. In deze stand was het nagenoeg oncontroleerbaar, behalve voor de getrainde schutter. Het werd in gebruik genomen in 1957 en werd al begin jaren 60 uitgefaseerd voor de M16. Later is dit geweer nog aangepast voor scherpschutters. Hoewel het wapen in het leger grotendeels vervangen is door de M16, wordt het nog steeds beperkt gebruikt bij de United States Army, het United States Marine Corps en de United States Navy. Dit geweer noemt men de M14 EBR (Enhanced Battlerifle). Het is gezet in een nieuw frame gemaakt van aluminium en wordt gebruikt als dmr (Designated marksmanrifle).